# Tsakqar
Tsakqar (conosciuto anche come Tsakkar, in armeno Ծակքար?) è un comune dell'Armenia di 2 731 abitanti (2009) della provincia di Gegharkunik.